# Selenicereus vagans
Selenicereus vagans là một loài thực vật có hoa trong họ Cactaceae. Loài này được (K.Brandegee) Britton & Rose miêu tả khoa học đầu tiên năm 1913.